# Wytwórnia Filmowa „Czołówka”
Czołówka, także CZOŁÓWKA Wytwórnia Filmowa Wojska Polskiego, obecnie oficjalna nazwa: Wytwórnia Filmowa „Czołówka” – polska wytwórnia filmowa.
Formalnie założona w 1958 w Warszawie, jednakże jej początki sięgają czasów II wojny światowej. W 1943, w Związku Radzieckim przy powstającym Wojsku Polskim, filmowcy, którzy wcześniej pracowali w wytwórniach sowieckich, stworzyli Czołówkę Filmową Wojska Polskiego, realizującą kroniki i filmy dokumentalne (m.in. Przysięgamy ziemi polskiej (1943) i Majdanek – cmentarzysko Europy (1944) reż. Aleksander Ford, Bitwa o Kołobrzeg (1945) reż. Jerzy Bossak). Po zakończeniu wojny Czołówka stała się pierwszym ośrodkiem produkcji filmowej w kraju. Zapoczątkowała realizację Polskiej Kroniki Filmowej i przyczyniła się do odrodzenia polskiej kinematografii (wytwórnia filmowa w Łodzi).
Od 1958 jako samodzielna wytwórnia filmowa podległa Głównemu Zarządowi Politycznemu Wojska Polskiego (GZP WP) MON realizowała filmy o tematyce wojskowej lub propagandowej. 
Później, jako przedsiębiorstwo niezwiązane z wojskiem, nadzorowane przez Ministra Kultury i Sztuki; specjalizowało się w filmach dokumentalnych. Zrzeszone w Krajowej Izbie Producentów Audiowizualnych.
Od 1 stycznia 2010 funkcjonuje jako Zakład „Czołówka” w Wytwórni Filmów Dokumentalnych i Fabularnych, zaś samodzielna wytwórnia została zlikwidowana.